# Šahovski klub Kastav
Šahovski klub Kastav, hrvatski šahovski klub iz Kastva.

## O klubu
Osnovan je 1988. godine. Prstori kluba su u Rubešima 65, Kastav. Kao primarna djelatnost klub ističe šahovski klub, šah, šahovska natjecanja, školu šaha i edukaciju mladeži.
Godine 1997. ŠK Kastav je u Kupu europskih klubova za žene osvojio drugo mjesto. U sastavu doprvakinja nastupile su Nikoletta Lakos (WIM), Vlasta Maček (WIM), Brigita Stadler i Tina Trtanj.

## Vanjske poveznice
- Šahovski klub ZNG 111, Rijeka  Arhivirana inačica izvorne stranice od 18. siječnja 2020. (Wayback Machine) Šahovski klub KASTAV - OTVORENI ŠAHOVSKI TURNIR MLADIH - KASTAVSKE SPORTSKE IGRE]
- [neaktivna poveznica] ŠK Kastav
- Chess-Results.com ŠK Kastav